# 류샹 (육상 선수)
류샹(중국어 간체자: 刘翔, 정체자: 劉翔, 병음: Liú Xiáng, 한자음: 유상, 1983년 7월 13일~)은 중화인민공화국의 전직 육상 선수로 주 종목은 허들이다. 2004년 아테네 올림픽에서 아시아 선수로는 처음으로 올림픽 트랙 종목에서 금메달을 땄다.
그는 중화인민공화국의 가장 광고적으로 성공을 거둔 선수들 중의 하나이며, 문화적 우상으로 나타났다. 세계 기록 보유자, 세계 챔피언, 올림픽 챔피언으로서 "3관왕"으로 성취를 이룬 첫 중국 선수이다. 2008년 베이징 올림픽에서는 햄스트링 부상으로 기권을 하였다.

## 경력
상하이 출신의 류샹은 2001년 5월 오사카에서 열린 동아시아 경기에서 13.42초와 함께 우승하였다. 8월 베이징에서 열린 하계 유니버시아드에서 13.33초로 우승하였으며, 같은 해 열린 중화인민공화국 국내 선수권 대회에서 9위를 하였다.
2004년 5월 오사카에서 열린 국제 아마추어 육상 연맹 경주에서 개인 전력 13.06초와 함께 앨런 존슨을 꺾을 수 있었다.

### 2004년 올림픽
2004년 아테네 올림픽에서 열린 110m 허들에서 류샹은 콜린 잭슨이 1993년에 세운 세계 기록 12.91초를 동등하게 하면서 금메달을 획득하였다. 그는 이 종목에서 13초 아래에 달린 6번째 선수가 되었다. 한번 위대한 약속을 이행한 그는 2년 전에 세계 주니어 기록을 세운 것을 보여 다음 올림픽에서 그 우승을 되풀이하는 자신의 희망을 들어올렸다. 육상에서 중국의 첫 남자 금메달을 가져온 자신의 경연에 대하여 "단거리 육상 경주에서 아시아의 국가들이 좋은 결과를 얻지 않는 의견을 바꾼다. 아시아인들이 제일 빠르게 달리는 것을 전 세계에 증명하고 싶다"고 말하였다.
류샹의 아테네 올림픽 금메달은 1960년 로마 올림픽 은메달리스트 중화민국의 양촨쾅과 동메달리스트 주잔화가 보유하던 이전의 최선에 있던 중국을 위한 최초의 남자 육상 메달이었다. 믿음있는 인기와 반대로 이전에 올림픽에서 금메달을 건 오다 미키오, 다지마 나오토, 손기정, 황영조 같이 올림픽에서 금메달을 건 이전의 아시아인 남자 육상 선수들이 있으면서 그의 금메달은 아시아인 최초의 단거리 종목 메달이다. 아테네 승리의 21세 화둥 사범대학의 학생인 류샹은 광고적 스폰서들 사이에 입찰 분쟁의 대상이 되었다.
그는 그해의 가장 빠른 계시들 10개 중에 4개와 함께 시즌을 끝냈다. 60m 실내 허들과 110m 허들의 17개의 결승전들에 진출하야 2개의 경주를 앨런 존슨에게 패하였다. 신장 189cm(6 피트, 2 인치), 몸무게 85kg의 류샹은 대부분의 단거리 허들 선수들보다 키가 컸으며, 장애물 넘기에서 지도적 다리들의 교대를 피하는 데 그의 자연적인 긴 걸음을 3개의 스텝 모형에 필요적으로 강요에 의하여 눈부신 선수 정신을 보였다.

### 2005년과 2007년 세계 선수권 대회
2005년 8월 헬싱키에서 열린 세계 육상 선수권 대회에서 13.08초와 함께 프랑스의 라지 두쿠레에게 0.01초 차리로 패하면서 은메달을 획득하였다. 11월에 마카오에서 열린 동아시아 경기에서 13.21초와 함께 우승하였다.
육상을 벗어나 5월에는 아테네 올림픽에서 자신의 돌파적 상연을 위한 뉴커머를 위한 "올해의 로리어스 세계 스포츠 상"을 수상하였다.
2006년 로잔에서 열린 수퍼 그랑프리에서 110m 허들의 세계 신기록 12.88초를 세웠다. 기록은 국제 아마추어 육상 연맹에 의하여 비준되었다. 같은 경주에 있던 미국의 도미니크 아널드도 12.90초와 함께 이전의 기록을 깼다. 9월에 류샹은 슈투트가르트에서 열린 국제 아마추어 육상 연맹 결승전을 12.93초와 함께 우승하였다.
2007년 8월 31일 오사카에서 열린 세계 육상 선수권 대회에서 110m 허들을 12.95초로 우승하여 처음으로 세계 챔피언이 되었다.
5월 23일 베이징 국가 경기장에서 테스트 종목에 참가하였다. 5월 31일 뉴욕 리복 그랑프리에서 햄스트링 문제를 인증하여 철수하였다. 6월 8일 오리건주 유진에서 열린 프레폰테인 클래식 경기에서 잘못된 시작을 하였다. 그는 오히려 대신 올림픽을 위해 훈련을 하기로 결정하면서 유럽 순회를 넘어갔다.

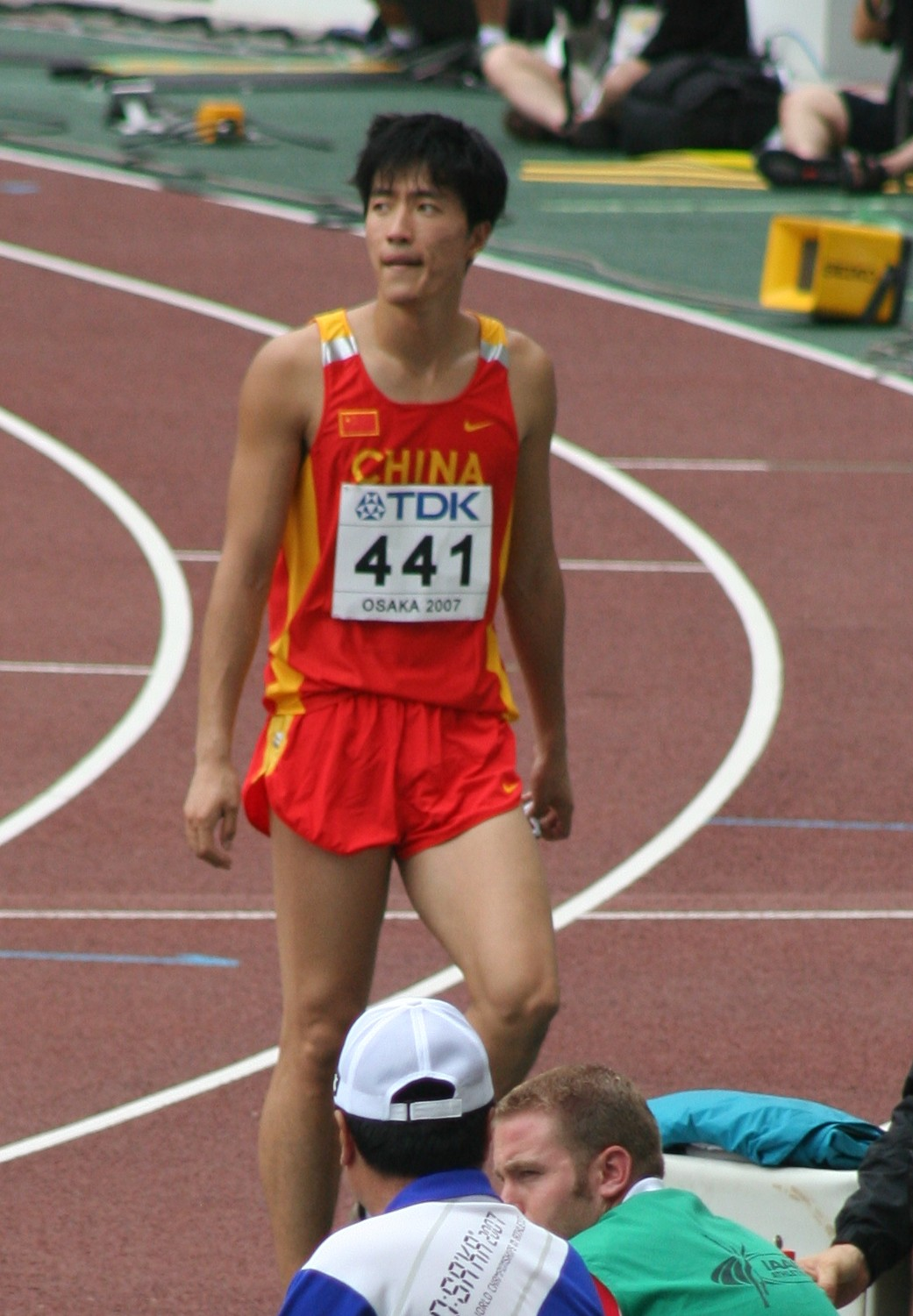
2007년 오사카 세계 선수권 대회 당시의 류샹

### 베이징 올림픽
2008년 베이징 올림픽이 다가오면서, 류샹은 모국에서 승리를 되풀이하는 국민적 기대에 지탱하였다. 8월 18일 그는 올림픽 110m 허들에서 기권하였다. 그의 첫 예선에서 다른 선수의 잘못된 시작이 일어난 후, 경기를 떠나면서 국가 경기장의 관중들을 조용하고 눈물을 흘리게 만들었다.
중국의 육상 연맹에 의하면 류샹은 그의 오른쪽 아킬레스건에서 장기에 걸친 염증의 순환으로부터 겪었다고 한다. 그의 코치 쑨하이핑은 기자 회견에서 자신의 선수가 6년 혹은 7년 동안이나 건 부상에 의하여 훼방놓였다고 말하였다. 다음날 류샹은 중국 대중 매체에 자신의 발 부상 때문에 아무것도 안 하면서 경주에서 철수한 것이라 말하며 사과하였다.
그의 부상은 이듬해 세계 육상 선수권 대회에도 못 나가가는 원인이 되었다. 쑨하이핑 코치는 그가 2009년 아시아 육상 선수권 대회에 돌아오는 데 확신하였다.

### 2009 ~ 2011:부상으로부터 복귀
13개월 간의 결전으로부터 결국 상하이 골든 그랑프리에서 열린 경기에 돌아왔다. 그는 테렌스 트램멜과 함께 공동으로 13.15초를 기록하였으나 0.01초로 밀려 2위를 하였다. 그러나 그는 자신의 경연과 함께 행복하였다. 한해 말이 거의 다가오면서 국내에서 열린 몇몇의 주요 이벤트에 출전하였다. 그는 2009년 아시아 육상 선수권, 동아시아 경기와 11회 중국 국내 경기에서 금메달을 획득하였다.
2010년 도하에서 열린 국제 아마추어 육상 연맹 실내 선수권 대회에서 그의 발이 완전히 회복되지 않았으며, 60m 허들에서 뛸 수 있었으며, 7위를 하였다. 상하이 골든 그랑프리에서 아마추어 육상 연맹 다이아몬드 리그에 나와 자신의 국내 라이벌 시둥펑에게 처음으로 패하였다. 6달간의 휴식에 이어 2010년 아시안 게임에 돌아와 광저우 올림픽 경기장에서 70,000명의 관중들이 결승전에서 그를 보면서 류샹은 13.09초의 게임 기록을 깨면서 쉽게 우승하여 아시안 게임 3연승을 하였다.
2011년 5월에 열린 상하이 골든 그랑프리는 그가 세계 클래스 레블에 돌아온 것을 보았다 - 류샹이 지난 해의 제일 빠른 허들 선수 데이비드 올리버를 세계 지도력 마크 13.07초와 함께 꺾어 자신의 첫 다이아몬드 리그를 우승하였다. 류샹은 8부터 7까지 첫 장애물을 넘기 전에 출발 스텝의 수를 줄이고 장애물을 넘는 데 왼쪽 다리를 쓰면서 자신의 기술에서 자신의 변천을 이룬 것을 보였다.
2011년 8월 29일 류샹은 대구에서 열린 세계 육상 선수권 대회에 나가 110m 허들에 출전하였다. 그는 3위로 들어왔으나, 우승자 다이론 로블레스가 류샹의 레인으로 들어와 그에게 손을 댄 이유로 실격당하여 은메달이 그에게 갔다.

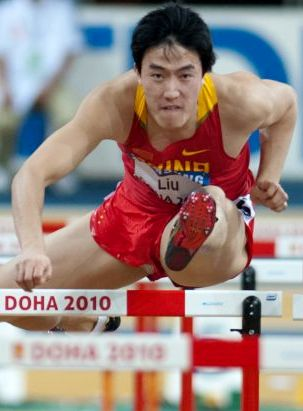
2010년 도하 세계 실내 선수권 대회 당시의 류샹

### 2012년 시즌
2012년 류샹의 첫 경주에서 그는 버밍엄에서 열린 실내 그랑프리에서 로블레스와 맞붙었으며, 이번에는 60m 허들을 아시아 기록 7.41초와 함께 깨끗이 이겼다. 그는 그해 세계 실내 선수권에서 타이틀을 위한 우승 후보였으나, 에리스 메릿에게 패하면서 2위를 하였다. 실외 시즌에서 그는 가와사키 골든 그랑프리에서 110m 허들의 대회 기록을 세우고, 그러고나서 고향에서 열린 골든 그랑프리에서 우승하는 데 12.97초를 달렸다. 이 일은 2007년 이래 13초 이하로 달린 자신의 첫 경기였고, 어떤 거리들에 의하여 그는 미국의 데이비드 올리버와 제이슨 리처드슨을 꺾었다.
런던 올림픽에서 류샹은 110m 허들에서 출발하면서 첫 장애물을 제거하려고 시도하는 동안에 자신의 아킬레스건을 당겨 탈락되었다.

## 같이 보기
- 2004년 하계 올림픽 중국 선수단
- 2008년 하계 올림픽 중국 선수단
- 니라지 초프라